# Petre Bagrationi
Petre Bagrationi (Kizljar, 1765. július 10. – Szimi, 1812. szeptember 24.) névváltozata: Peter Bagration, grúzul: პეტრე (ივანეს ძე) ბაგრატიონი (Petre /Ivanesz dze/ Bagrationi), oroszul: Пётр Иванович Багратион (Pjotr Ivanovics Bagratyion), franciául: Pierre de Bagration dit „le Grand Bagration”, grúz származású herceg a Bagrationi-házból, orosz tábornok volt a napóleoni háborúkban. I. Jessze grúz király dédunokája és II. Tamar grúz királynő elsőfokú unokatestvérének az unokája, valamint II. Tamar unokájának, XII. György grúz királynak a harmadfokú unokatestvére.

## Származása
Petre Bagration Kizljarban vagy Tbilisziben született a grúz királyi Bagrationi-dinasztia családjában. 
Apja, Ivane Bagrationi (1730–1796) az orosz cári hadsereg tisztje volt. Édesanyja ismeretlen. Három öccse született. Az apja I. Jessze (1680–1727) grúz király (ur.: 1714–1716 és 1723–1727) (muszlim nevén Ali Kuli kán) házasságon kívül született fiának, Sándor (Alekszandre) (1705–1773) grúz hercegnek (muszlim nevén Iszak bég) a fia, így Petre Bagrationi Jessze grúz király dédunokája volt.
A grúz központi királyságot, Kartlit 1723-ban elfoglalták az oszmánok, és VI. Vahtang grúz királyt elűzték a trónról, aki orosz védnökség alá helyezte magát, és az Orosz Birodalomba emigrált a családjával férjezett lányai kivételével, ahol I. (Nagy) Péter orosz cártól a cári címet kapta. 
Ebben az időben VI. Vahtang fia, Bakar és VI. Vahtangnak az öccse, I. Jessze vetélkedett a trónért, amelyben I. Jessze kerekedett felül, és oszmán fennhatóság alatt irányította a Kartli Királyságot a haláláig, 1727-ig. Ezért 1724-ben a vesztes Bakar király követte apját az orosz száműzetésbe. I. Jessze halála után, 1727-től 1736-ig közvetlen oszmán irányítás alá került az ország. Az oszmánokat Nádir perzsa sah űzte ki az országból, és 1737-től 1744-ig közvetlen perzsa irányítás alá helyezte a királyságot, de a perzsa uralom ellen oszmán támogatással felkelések robbantak ki, melyet csak nagy nehézséggel tudtak leverni. Végül Nádir sah engedélyezte a királyság helyreállítását, de sem az időközben 1737-ben Asztrahánban elhunyt VI. Vahtang fiai, többek között a korábbi király, I. Bakar, sem az oszmán orientációt képviselő I. Jessze fiai, akik közül néhányan szintén az Orosz Birodalomba emigráltak, nem jöhettek számításba, ezért VI. Vahtang legidősebb gyermeke, Tamar lett az aktuális trónjelölt, akinek a férje, II. Tejmuráz, Kaheti királya Nádir perzsa császár hű vazallusának számított. VI. Vahtang lányát 1744. július 9/20-án II. Tamar néven királlyá kiáltották ki a férjével együtt Tbilisziben, és 1745. október 1/12-én Mchetában királlyá koronázták őket.

## Életpályája
Bagrationi 17 évesen, 1782-ben kezdte szolgálatát az orosz cár hadseregében a kaukázusi muskétások őrmestereként. 1788-ban részt vett az oszmánok elleni háborúban és Ocsakov elfoglalásában, ahol bátorságával felhívta magára a legendás hadvezér, Szuvorov figyelmét is. Később, 1792–1794 között részt vett a Kościuszko vezette lengyelországi felkelés leverésében, elfoglalva Varsót is. 1799-ben már mint vezérőrnagy harcolt Szuvorov vezénylete alatt Itáliában a franciák ellen, elfoglalva Brescia és Lecce városát is. A svájci hadjáratban ő volt az előőrs parancsnoka, a visszavonuláskor pedig a Szent Gotthárd-hágón az utóvéd parancsnokaként fedezve a fősereget, hosszú ideig sikerült feltartóztatnia a túlerőben lévő üldözőket.
Bagratyion mint hős tért haza Szentpétervárra, ahol hamarosan Katalin nagyhercegnővel, I. Sándor orosz cár húgával került szerelmi viszonyba, házasságról azonban nem lehetett szó, így Bagratyion 1800.  szeptember 2-án G.A. Patyomkin herceg szintén Katalin nevű nőrokonát, Jekatyerina Pavlovna Szkavronszkaja grófnőt (1783–1857) vette feleségül. A rossz házasság azonban rövid életű volt, és gyermektelen maradt. 
1801 elején Oroszország annektálta az Grúz Királyságot, a Bagratida uralkodóval kötött szerződése ellenére. Bagratyion herceg-tábornok belekeveredett a cár ellen szőtt összeesküvésbe, emiatt a házaspárnak menekülnie kellett Oroszországból. 1801 márciusában, Pál cár meggyilkolása után Bagratyion tábornok visszatért Szentpétervárra, de felesége, Jekatyerina hercegné betegség miatt hátramaradt Drezdában, itt megismerkedett Metternich osztrák kancellárral, elhagyta férjét, és Metternich kedvese lett. A hercegné Bécsbe költözött, és később, a bécsi kongresszus idején Metternich számára végzett bizalmas információszerző munkát.
1805-ben, az orosz–osztrák–francia háborúban, az osztrákok ulmi vereségét követő kapitulációja után Bagratyion tábornok dicséretet kapott a schöngraberni csatában tanúsított sikeres védekezésért, amely lehetővé tette az orosz erők számára, hogy visszavonuljanak, és csatlakozzanak Mihail Kutuzov fő orosz hadseregéhez. Kutuzov tábornagy Bagratyiont még a csatatéren altábornaggyá léptette elő, és a Szent György-kereszttel tüntette ki.
1808-ban Svédország ellen indult harcba, elfoglalva Dél-Finnországot, és a befagyott tengeren átkelve megszállta a stratégiailag fontos Åland-szigeteket. 1809-ben pedig délen, Bulgáriában a Duna mellett harcolt a törökök ellen.

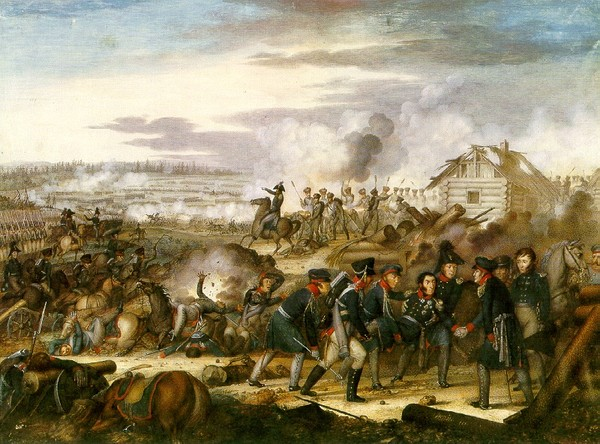
A borogyinói csata

1812-ben, amikor Napóleon a Grande Armée élén Oroszországra támadt, Bagratyiont bízták meg a 48 ezer fős második orosz hadsereg parancsnokságával. Ekkor Mogiljovnál ugyan júliusban vereséget szenvedett, de egyben tudta tartani csapatait, majd augusztusban csatlakozott a főerőkhöz. 1812-ben a mindent eldöntő, szeptember 7-én megvívott borogyinói csatában Kutuzov a balszárny vezetését bízta Bagratyionra.
A franciák e napon hatalmas túlerővel nyolcszor támadtak a Bagratyion által védelmezett szakaszon, de mindannyiszor visszaverték őket. Az utolsó támadás elkeseredett kézitusája során Bagratyiont is eltalálta egy francia gránátszilánk, eszméletlenül szállították el a csatatérről. Az ütközet végül eldöntetlen maradt. A csatatérről visszavonuló Kutuzov Moszkvát is átengedte Napóleonnak, aki végül dolgavégezetlenül visszavonulásra kényszerült, a hideg télben, az orosz támadások közepette alig pár ezer emberével vergődött haza.
Bagratyion azonban ezt már nem érhette meg: 1812. szeptember 24-én Szimi faluban belehalt sebesüléseibe. Később, 1839-ben hamvait a borogyinói csata hőseinek emlékműve közelében helyezték nyugovóra.

## Házassága

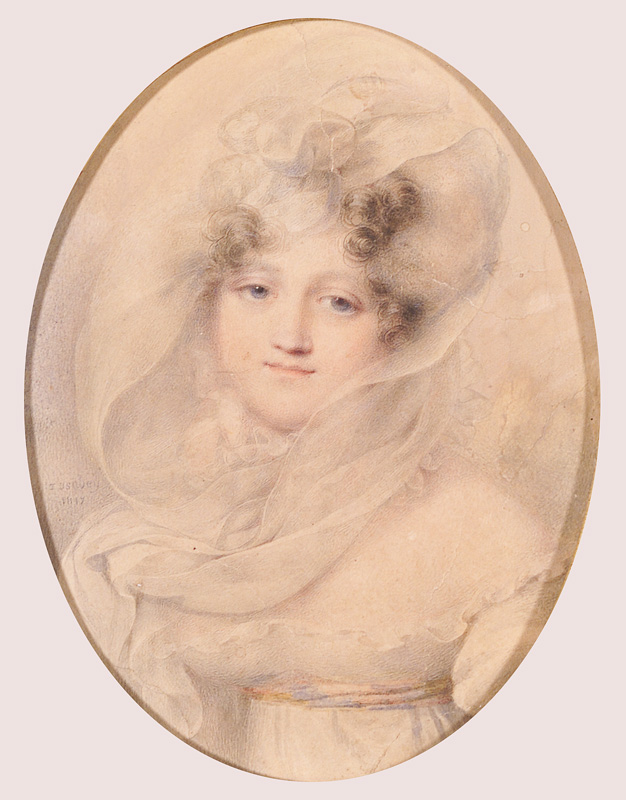
A felesége, Jekatyerina Pavlovna Szkavronszkaja

Felesége, Jekatyerina Pavlovna Szkavronszkaja (1783–1857), I. Katalin orosz cárnő fivérének, Karl Szkavronszkij grófnak volt a dédunokája, így I. Pál orosz cár harmadfokú unokatestvére volt. 1800 szeptember 2-án I. Pál gatcsinai birtokán kötöttek házasságot. A házasságukból gyermek nem született, de nagyon rövid ideig éltek csak együtt a háborúk miatt, és 1804-ben végleg különéltek egymástól, bár hivatalosan sohasem váltak el. Mivel férjétől külön, Bécsben élt, így Klemens Wenzel Lothar von Metternich herceggel és osztrák külügyminiszterrel folytatott viszonyából született egy lánya 1810. szeptember 29-én Bécsben, és a Marie-Clementine nevet kapta a keresztségben. A Clementine a biológiai apa nevének női változata volt. A családneve a „hivatalos” apáé, a „Bagration(i)/Bagratyion” lett anyja hites férje után, bár Metternich elismerte az apaságát, és 1814-től a Metternich család nevelte. Petre Bagrationi mostohalánya 1829-ben gyermekszülésben vesztette életét, mikőzben életet adott egyetlen fiának, akitől később számos gyermek származott. Petre Bagrationi özvegye 1830-ban újra férjhez ment, és 1857-ben Velencében hunyt el.